# Воздвиженская (Краснодарский край)
Воздви́женская — станица в Курганинском районе Краснодарского края.
Административный центр Воздвиженского сельского поселения.

## Этимология
Адыгское название станицы — адыг. Къожэубэ. Согласно информации, которая приводится Меретуковым К. Х. в его топонимическом словаре, на месте станицы до Кавказской войны находился аул, в котором жил адыгский всадник с таким именем.

## География
Расположена на правом берегу реки Лаба, напротив впадения в неё притока Фарс, в степной зоне, в 33 км северо-западнее города Курганинск.

## История
Станица основана в 1842 году. Входила в Майкопский отдел Кубанской области.

## Население
| 2002 | 2010  |
| ---- | ----- |
| 1862 | ↘1609 |